# Windfall
Windfall – miasto w Stanach Zjednoczonych, w stanie Indiana, w hrabstwie Tipton.